# Eadric Streona
Eadric Streona (... – dicembre 1017) fu ealdorman del Regno di Mercia e il suo cognome può essere tradotto in colui che afferra. Per le sue azioni divenne noto come il più grande traditore del periodo anglosassone della storia d'Inghilterra.

## L'uomo del re
Di Eadric non si conoscono molti particolari relativi al primo periodo della sua vita, non sono infatti noti ne i suoi genitori, ne l'anno di nascita o il suo luogo d'origine. Secondo il cronacotecario Florence di Worcester Eadric non era di nobile nascita e la scalata sociale che compì fu per volere di Etelredo II d'Inghilterra del quale aveva ottenuto i favori.
Storici più posteriori come Guglielmo di Malmesbury lo giudicano severamente giacché questi afferma che Eadric era uno scarto d'uomo che procurava biasimo all'intero paese. Eadric pare avesse avuto parentele di una certa rilevanza, Wulfric Spot, nobile anglosassone che rivestì la carica di Thegn sotto il regno di Etelredo, Ælfhelm di York, fratello del precedente il cui assassinio viene attribuito ad Eadric, e tale Aethelric che fu suo predecessore come ealdorman di Mercia. La parentela con Ælfhelm è particolarmente interessante giacché egli era il padre di Ælfgifu di Northampton che sposò Canuto I d'Inghilterra.
Nel 1007 Eadric divenne ealdorman di Mercia e poco dopo sposò Edith, una delle figlie di Etelredo II d'Inghilterra, mentre deteneva la propria carica Eadric riportò una netta vittoria contro i Gallesi anche se le ragioni dello scontro sono rimaste ignote.

## Il tradimento
Il carattere di traditore di Eadric cominciò a emergere quando nel 1009 Etelredo decise di attaccare i Danesi che stavano iniziando a pressare sull'Inghilterra, ma Eadric lo dissuase. Nel 1013 Sweyn I di Danimarca conquistò Londra e si proclamò re costringedo Etelredo ad esiliarsi in Normandia, l'anno dopo Sweyn morì ma la successione di suo figlio Canuto fu osteggiata dai nobili che avrebbero volentieri restaurato l'esiliato Etelredo. Nel 1015 Canuto iniziò l'invasione dell'Inghilterra ed Eadric si unì a lui per ritornare circa un anno più tardi e il 23 aprile 1016 Etelredo morì lasciando il trono al figlio Edmondo II d'Inghilterra. Nell'ottobre dello stesso anno inglesi e danesi si affrontarono alla Battaglia di Assandun, in quell'occasione diversi combattenti inglesi scapparono e si vuole che sia stato Eadric ad ordinargli di farlo, d'accordo con Canuto, per evitare che i danesi perdessero la battaglia.
Pare che Eadric avesse agito anche come intermediario fra Etelredo e Sweyn adoperandosi, per altro, per cercare di liberare Elfego di Canterbury, Arcivescovo di Canterbury, che era stato catturato, egli rifiutò che si usasse il riscatto raccolto per liberarlo e venne ucciso in catene nel 1012. La morte di Elfego non fu tuttavia "autorizzata" e venne compiuta arbitrariamente dagli uomini di Thorkell l'Alto che dopo questo fatto passò dalla parte di Etelredo, forse a mezzo dell'intervento di Eadric.
Per quanto probabilmente affezionato ad Etelredo, verso il quale fu effettivamente leale tanto da arrivare ad eliminare chi gli si opponeva, Eadric nutriva una forte antipatia per il suo erede Edmondo il che favorì senza dubbio il suo cambio di casacca.
Tale rivalità esplose quando Edmondo decise di sposare Ealdgyth, vedova di Sigeferth, un nobile merciano che osteggiava Etelredo e la cui morte era stata ordinata dal re stesso ed eseguita da Eadric.
Rispetto al massacro del giorno di san Brizio consumatosi nel 1002 a danno di numerosi civili danesi già stanziati da tempo in Inghilterra non si sa se e quale parte Eadric vi abbia rivestito.

## Le versioni della morte
La sconfitta ad Assandun garantì a Canuto il trono ed egli divenne Canuto I d'Inghilterra, mentre Edmondo morì poco tempo dopo la sua sconfitta. Poco dopo la sua ascesa al trono Canuto ordinò ad Eadric di scortare sua moglie, nonché vedova di Etelredo, Emma di Normandia presso il Ducato di Normandia. Nel Natale del 1017, forse temendo che Eadric tradisse lui come già aveva tradito Edmondo ordinò che fosse giustiziato, sentenza che, secondo l'Encomium Emmae, fu eseguita da Eiríkr Hákonarson.
Una versione più pittoresca vuole che il suo destino venne segnato da una vittoria che Eadric segnò a scacchi contro Canuto e al suo conseguente rifiuto di ribaltare il risultato a favore del sovrano. Nella baruffa che ne conseguì Eadric affermò di aver assassinato Edmondo per favorire Canuto, cosa che egli stesso non sapeva, e fu egli stesso ad ucciderlo su due piedi. Il cronacotecario del XII secolo Goffredo Gaimar asserì che era stato uno dei figli di Eadric ad uccidere Edmondo dopo aver segretamente posizionato una balestra che avrebbe fatto fuoco dalla pozza per raccogliere i liquami dritta verso il bagno.
Secondo la tradizione la testa di Eadric venne posta sul London Bridge e il corpo gettato nel Tamigi.